# 百度工具栏
百度工具栏（旧称百度超级搜霸或百度搜霸），是中文搜索引擎百度出品的一款免费浏览器工具栏。可以使用户更方便地使用百度搜索的各项产品。

## 主要功能
百度工具栏的功能与Google工具条功能相似，提供百度网页、图片、新闻、视频、MP3搜索功能，并提供自定义搜索。百度工具栏还支持弹出窗口拦截、网页广告过滤、修复IE首页等辅助用户浏览网页功能。另外利用百度工具栏可以实现百度账号自动登录，整合了百度空间、百度搜藏、百度个性化首页等功能。在2.1版本中新增整合百度Hi功能，方便百度用户之间进行聊天沟通。

## 负面评价
百度工具栏的前身“百度超级搜霸”曾被中国网络行业协会评为十大流氓软件之一，指责其强制安装以及难以卸载。之后百度推出新版本，改善了卸载功能，并将其更名为“百度工具栏”，试图塑造全新形象摆脱“流氓软件”的影响。